# Internationale Filmfestspiele von Cannes/Preis der Jury

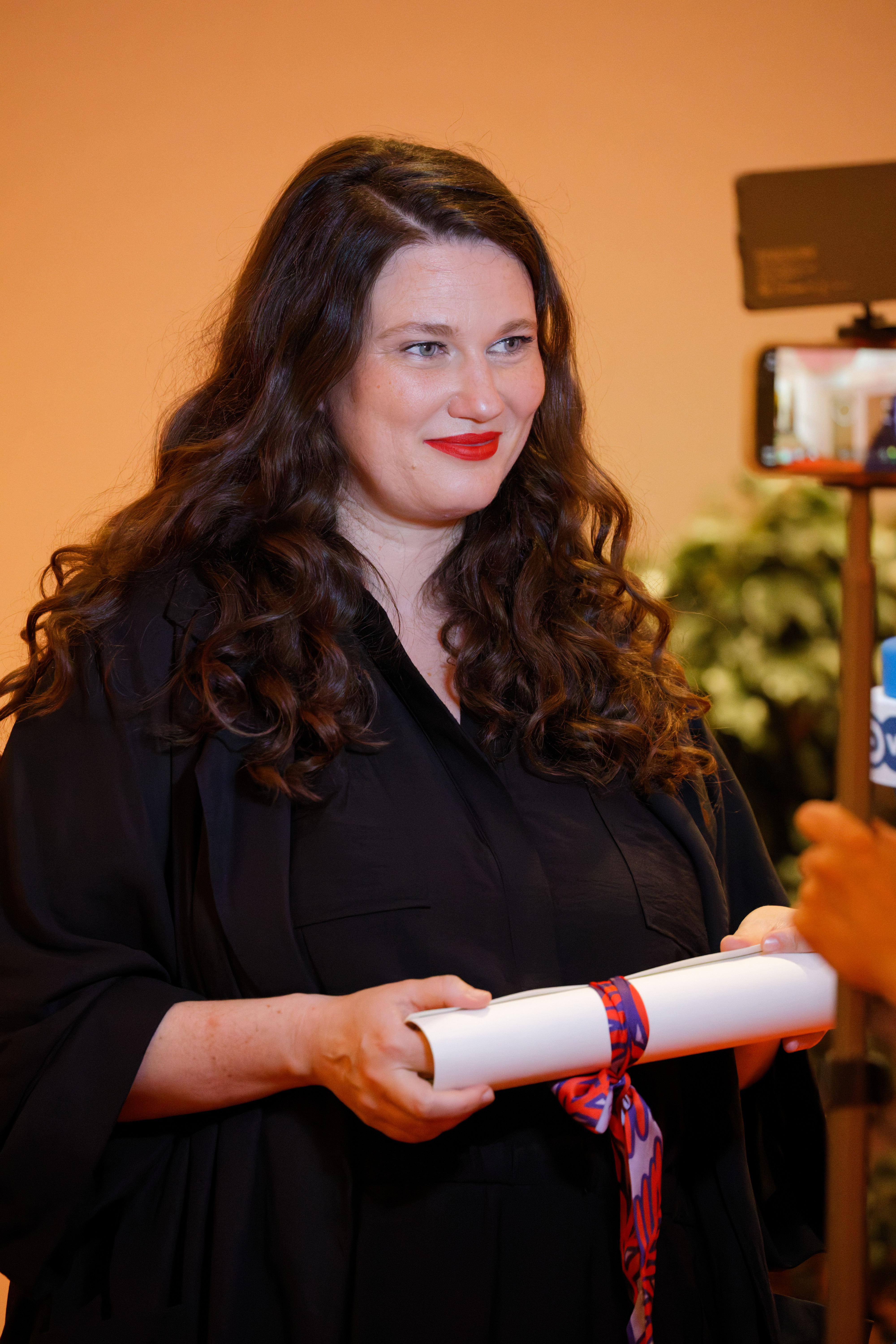
Co-Preisträgerin Mascha Schilinski mit ihrer erhaltenen Urkunde für In die Sonne schauen (2025)

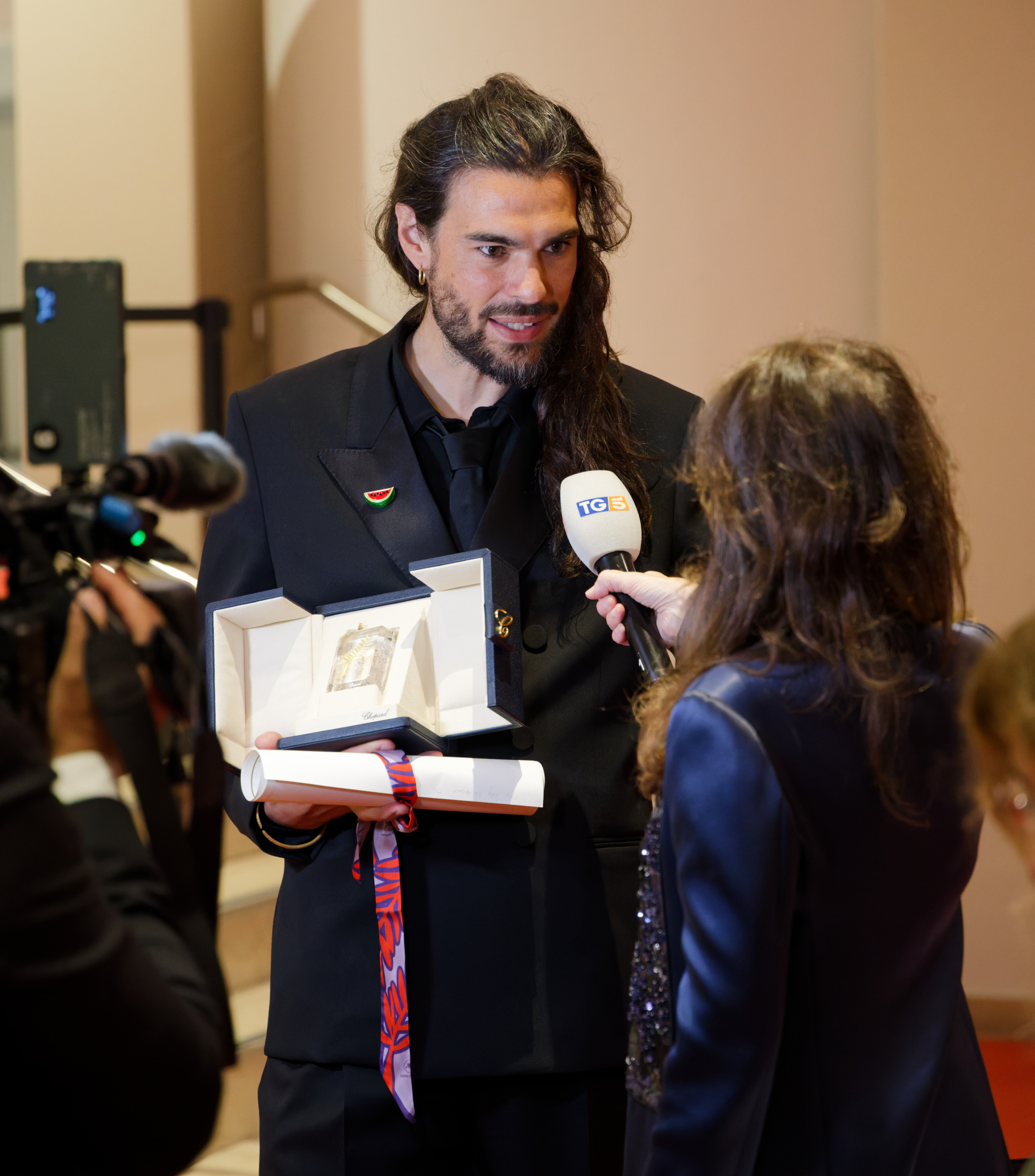
Co-Preisträger Óliver Laxe mit seiner erhaltenen Preistrophäe und Urkunde für Sirāt (2025)

Der Preis der Jury (Prix du Jury) honoriert bei den jährlich veranstalteten Filmfestspielen von Cannes einen Wettbewerbsfilm (Langfilm), der besonders von der Jury geschätzt wird. Die drittwichtigste Auszeichnung nach der Goldenen Palme und dem Großen Preis der Jury wurde 1951 als Sonderpreis der Jury (Prix spécial du Jury) ins Leben gerufen. 1967 wurde die Auszeichnung vom Großen Preis der Jury abgelöst und zwei Jahre später als Preis der Jury neu eingeführt.
Der Preis der Jury wird fakultativ vergeben und ehrt in der Regel die Regiearbeiten junger Filmemacher. Über die Vergabe des Preises, der dem Gewinner in Form einer Miniatur der Goldenen Palme und einer Urkunde überreicht wird, stimmt die Wettbewerbsjury ab, die sich meist aus internationalen Filmschaffenden zusammensetzt.

## Preisträger
Am häufigsten mit dem Preis der Jury geehrt wurden die Werke französischer Filmregisseure (14 Siege), gefolgt von ihren Kollegen aus Großbritannien (7), Japan (6), Polen (5) und Italien (4). Drei Auszeichnungen erhielten die Briten Andrea Arnold (2006, 2009, 2016) und Ken Loach (1990, 1993 und 2012). Je zweimal den Preis der Jury gewannen der Italiener Michelangelo Antonioni (1960 und 1962), der Japaner Masaki Kobayashi (1963 und 1965) und die Iranerin Samira Makhmalbaf (2000 und 2003). 
Mehrfach in der Vergangenheit konnte sich die Jury nicht auf einen Sieger einigen. Filmregisseure aus dem deutschsprachigen Kino gewannen zweimal den Preis – 1959 der Ostdeutsche Konrad Wolf (Sterne) und 2025 Mascha Schilinski (In die Sonne schauen). In den Jahren 1995 und 1996 wurde kurzfristig der Sonderpreis der Jury wieder eingeführt, während 2004 die Auszeichnung an die amerikanische Schauspielerin Irma P. Hall (Ladykillers) und Apichatpong Weerasethakuls Spielfilm Tropical Malady verliehen wurde.
| Jahr       | Originaltitel                                                     | Deutscher Titel                                                   | Regie                                                             |
| ---------- | ----------------------------------------------------------------- | ----------------------------------------------------------------- | ----------------------------------------------------------------- |
| 1951 ¹     | All About Eve                                                     | Alles über Eva                                                    | Joseph L. Mankiewicz                                              |
| 1952 ¹     | Nous sommes tous des assassins                                    | Wir sind alle Mörder                                              | André Cayatte                                                     |
| 1953       | Preis nicht vergeben                                              | Preis nicht vergeben                                              | Preis nicht vergeben                                              |
| 1954 ¹     | Monsieur Ripois                                                   | Liebling der Frauen                                               | René Clément                                                      |
| 1955 ¹     | Continente perduto                                                | Der verlorene Kontinent                                           | Leonardo Bonzi, Enrico Gras, Giorgio Moser                        |
| 1956 ¹     | Le mystère Picasso                                                | Picasso                                                           | Henri-Georges Clouzot                                             |
| 1957 ¹     | Det sjunde inseglet                                               | Das siebente Siegel                                               | Ingmar Bergman                                                    |
| 1957 ¹     | Kanał                                                             | Der Kanal                                                         | Andrzej Wajda                                                     |
| 1958 ¹     | Mon oncle                                                         | Mein Onkel                                                        | Jacques Tati                                                      |
| 1959 ¹     | Sterne                                                            | Sterne                                                            | Konrad Wolf                                                       |
| 1960       | L’avventura                                                       | Die mit der Liebe spielen                                         | Michelangelo Antonioni                                            |
| 1960       | 鍵 (Kagi)                                                         | Kagi                                                              | Kon Ichikawa                                                      |
| 1961 ¹     | Matka Joanna od aniołów                                           | Mutter Johanna von den Engeln                                     | Jerzy Kawalerowicz                                                |
| 1962 ¹     | L’eclisse                                                         | Liebe 1962                                                        | Michelangelo Antonioni                                            |
| 1962 ¹     | Procès de Jeanne d’Arc                                            | Der Prozeß der Jeanne d’Arc                                       | Robert Bresson                                                    |
| 1963 ¹     | Az prijde kocour                                                  | Wenn der Kater kommt                                              | Vojtěch Jasný                                                     |
| 1963 ¹     | 切腹 (Seppuku)                                                    | Harakiri                                                          | Masaki Kobayashi                                                  |
| 1964 ¹     | 砂の女 (Suna no onna)                                             | Die Frau in den Dünen                                             | Hiroshi Teshigahara                                               |
| 1965 ¹     | 怪談 (Kaidan)                                                     | Kwaidan                                                           | Masaki Kobayashi                                                  |
| 1966 ¹     | Alfie                                                             | Der Verführer läßt schön grüßen                                   | Lewis Gilbert                                                     |
| 1967 –1968 | Preis nicht vergeben                                              | Preis nicht vergeben                                              | Preis nicht vergeben                                              |
| 1969       | Z                                                                 | Z                                                                 | Costa-Gavras                                                      |
| 1970       | Magasiskola                                                       | k. A.                                                             | István Gaál                                                       |
| 1970       | The Strawberry Statement                                          | Blutige Erdbeeren                                                 | Stuart Hagmann                                                    |
| 1971       | Joe Hill                                                          | Joe Hill                                                          | Bo Widerberg                                                      |
| 1971       | Szerelem                                                          | Liebe                                                             | Károly Makk                                                       |
| 1972       | Slaughterhouse-Five                                               | Schlachthof 5                                                     | George Roy Hill                                                   |
| 1973       | L’invitation                                                      | Die Einladung                                                     | Claude Goretta                                                    |
| 1973       | Sanatorium pod klepsydrą                                          | Das Sanatorium zur Todesanzeige                                   | Wojciech Has                                                      |
| 1974– 1979 | Preis nicht vergeben                                              | Preis nicht vergeben                                              | Preis nicht vergeben                                              |
| 1980       | Constans                                                          | Ein Mann bleibt sich treu                                         | Krzysztof Zanussi                                                 |
| 1981– 1982 | Preis nicht vergeben                                              | Preis nicht vergeben                                              | Preis nicht vergeben                                              |
| 1983       | খারিজ (Kharij)                                                      | k. A.                                                             | Mrinal Sen                                                        |
| 1984       | Preis nicht vergeben                                              | Preis nicht vergeben                                              | Preis nicht vergeben                                              |
| 1985       | Redl ezredes                                                      | Oberst Redl                                                       | István Szabó                                                      |
| 1986       | Thérèse                                                           | Thérèse                                                           | Alain Cavalier                                                    |
| 1987       | 親鸞 白い道 (Shinran: Shiroi michi)                               | k. A.                                                             | Rentarō Mikuni                                                    |
| 1987       | Yeelen                                                            | Yeelen                                                            | Souleymane Cissé                                                  |
| 1988       | Krótki film o zabijaniu                                           | Ein kurzer Film über das Töten                                    | Krzysztof Kieślowski                                              |
| 1989       | Jésus de Montréal                                                 | Jesus von Montreal                                                | Denys Arcand                                                      |
| 1990       | Hidden Agenda                                                     | Geheimprotokoll                                                   | Ken Loach                                                         |
| 1991       | Europa                                                            | Europa                                                            | Lars von Trier                                                    |
| 1991       | Hors la vie                                                       | Nacht ohne Ende – Hors la Vie                                     | Maroun Bagdadi                                                    |
| 1992       | Самостоятельная жизнь (Samostojatelnaja schisn)                   | Ein unabhängiges Leben                                            | Witali Kanewski                                                   |
| 1992       | El sol del membrillo                                              | Das Licht des Quittenbaums                                        | Víctor Erice                                                      |
| 1993       | Raining Stones                                                    | Raining Stones                                                    | Ken Loach                                                         |
| 1993       | 戲夢人生 (Ximeng renshen)                                         | Der Meister des Puppenspiels                                      | Hou Hsiao-Hsien                                                   |
| 1994       | La reine Margot                                                   | Die Bartholomäusnacht                                             | Patrice Chéreau                                                   |
| 1995 ¹     | Carrington                                                        | Carrington                                                        | Christopher Hampton                                               |
| 1995 ¹     | N’oublie pas que tu vas mourir                                    | Vergiß nicht, daß du sterben mußt                                 | Xavier Beauvois                                                   |
| 1996 ¹     | Crash                                                             | Crash                                                             | David Cronenberg                                                  |
| 1997       | Western                                                           | Western                                                           | Manuel Poirier                                                    |
| 1998       | Festen                                                            | Das Fest                                                          | Thomas Vinterberg                                                 |
| 1998       | La classe de neige                                                | Die Klassenfahrt                                                  | Claude Miller                                                     |
| 1999       | La lettre                                                         | Der Brief                                                         | Manoel de Oliveira                                                |
| 2000       | Sånger från andra våningen                                        | Songs from the Second Floor                                       | Roy Andersson                                                     |
| 2000       | تخته سیاه (Takhté siah)                                           | Schwarze Tafeln                                                   | Samira Makhmalbaf                                                 |
| 2001       | Preis nicht vergeben                                              | Preis nicht vergeben                                              | Preis nicht vergeben                                              |
| 2002       | يد إلهية (Yadon ilaheyya)                                         | Göttliche Intervention – Eine Chronik von Liebe und Schmerz       | Elia Suleiman                                                     |
| 2003       | پنج عصر, (Panj é asr)                                             | Fünf Uhr am Nachmittag                                            | Samira Makhmalbaf                                                 |
| 2004       | สัตว์ประหลาด (Sud pralad)                                           | Tropical Malady                                                   | Apichatpong Weerasethakul                                         |
| 2004       | Irma P. Hall ²                                                    | Ladykillers (The Ladykillers)                                     | Ethan und Joel Coen                                               |
| 2005       | 青红 (Qīng hóng)                                                  | Shanghai Dreams                                                   | Wang Xiaoshuai                                                    |
| 2006       | Red Road                                                          | Red Road                                                          | Andrea Arnold                                                     |
| 2007       | Persépolis                                                        | Persepolis                                                        | Vincent Paronnaud                                                 |
| 2007       | Persépolis                                                        | Persepolis                                                        | Marjane Satrapi                                                   |
| 2007       | Stellet licht                                                     | Stellet Licht                                                     | Carlos Reygadas                                                   |
| 2008       | Il divo                                                           | Il Divo                                                           | Paolo Sorrentino                                                  |
| 2009       | Fish Tank                                                         | Fish Tank                                                         | Andrea Arnold                                                     |
| 2009       | 박쥐 (Bak-Jwi)                                                    | Durst                                                             | Park Chan-wook                                                    |
| 2010       | Un homme qui crie                                                 | Ein Mann, der schreit                                             | Mahamat-Saleh Haroun                                              |
| 2011       | Polisse                                                           | Poliezei                                                          | Maïwenn                                                           |
| 2012       | The Angels’ Share                                                 | Angels’ Share – Ein Schluck für die Engel                         | Ken Loach                                                         |
| 2013       | そして父になる (Soshite chichi ni naru)                           | Like Father, Like Son                                             | Hirokazu Koreeda                                                  |
| 2014       | Adieu au Language                                                 | k. A.                                                             | Jean-Luc Godard                                                   |
| 2014       | Mommy                                                             | Mommy                                                             | Xavier Dolan                                                      |
| 2015       | The Lobster                                                       | The Lobster                                                       | Giorgos Lanthimos                                                 |
| 2016       | American Honey                                                    | American Honey                                                    | Andrea Arnold                                                     |
| 2017       | Нелюбовь (Nelyubov)                                               | Loveless                                                          | Andrei Swjaginzew                                                 |
| 2018       | كفرناحوم (Cafarnaúm)                                              | Capernaum – Stadt der Hoffnung                                    | Nadine Labaki                                                     |
| 2019       | Bacurau                                                           | Bacurau                                                           | Kleber Mendonça Filho, Juliano Dornelles                          |
| 2019       | Les misérables                                                    | Die Wütenden – Les Misérables                                     | Ladj Ly                                                           |
| 2020       | Filmfestspiele aufgrund der COVID-19-Pandemie nicht veranstaltet. | Filmfestspiele aufgrund der COVID-19-Pandemie nicht veranstaltet. | Filmfestspiele aufgrund der COVID-19-Pandemie nicht veranstaltet. |
| 2021       | הדרך (Ha’derech)                                                  | Aheds Knie                                                        | Nadav Lapid                                                       |
| 2021       | Memoria                                                           | Memoria                                                           | Apichatpong Weerasethakul                                         |
| 2022       | EO                                                                | EO                                                                | Jerzy Skolimowski                                                 |
| 2022       | Le otto montagne                                                  | Acht Berge                                                        | Felix Van Groeningen, Charlotte Vandermeersch                     |
| 2023       | Kuolleet lehdet                                                   | Fallende Blätter                                                  | Aki Kaurismäki                                                    |
| 2024       | Emilia Pérez                                                      | Emilia Pérez                                                      | Jacques Audiard                                                   |
| 2025       | In die Sonne schauen                                              | In die Sonne schauen                                              | Mascha Schilinski                                                 |
| 2025       | Sirāt                                                             | k. A.                                                             | Óliver Laxe                                                       |

¹ = Von 1951 bis 1959, 1961 bis 1966 und von 1995 bis 1996 wurde der Sonderpreis der Jury vergeben.

² = 2004 wurde die Amerikanerin Irma P. Hall für ihre schauspielerische Leistung mit dem Preis der Jury ausgezeichnet.